# Hidrógeno comprimido

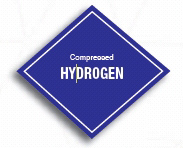
Señal indicativa en los vehículos de hidrógeno comprimido.

El hidrógeno comprimido (CGH2 or CGH2) es el estado gaseoso del elemento hidrógeno que se encuentra bajo presión. El hidrógeno comprimido en tanques de hidrógenos a 350 bar y 700 bar es usado para almacenamiento de hidrógeno movible en vehículos de hidrógeno. Este usualmente usado como gas combustible.

## Infraestructura
El hidrógeno comprimido es transportado por medio de hidroductos y camiones con tubos compresores.